# 潘帕 (德克薩斯州)
潘帕（英語：Pampa）是一個位於美國德克薩斯州格雷縣的城市。根據2010年美國人口普查，該地共人口17994人，而該地的面積約為23.40平方千米。同時該地也是格雷縣的縣治。

## 地理
潘帕的座標為35°32′10″N 100°57′56″W / 35.53611°N 100.96556°W，而該地的平均海拔高度為987米（即3238英尺）。